# Sistema acquifero
Il sistema acquifero è un particolare sistema di vasi (indipendenti dall'apparato circolatorio) e appendici che costituisce la base per la locomozione, la presa sul substrato, la cattura delle prede, e in parte, alla respirazione degli Echinodermi. 

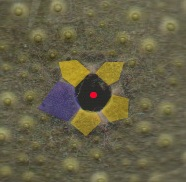
Immagine che mostra la posizione della piastra madreporica sulla superficie aborale di un Echinodermo.
In viola madreporite, in giallo piastre genitali, in rosso (virtuale) lano.

In generale è costituito dalla piastra madreporica, una placca calcarea presente sulla superficie aborale, che si apre nel canale petroso o canale della sabbia. Quest'ultimo immette in un canale anulare periorale, posto sotto all'anello nervoso che si trova in questi animali, dal quale si dipartono i canali radiali a fondo cieco.
Associati al canale anulare si trovano i corpi di Tiedeman  (ammassi ghiandolari che sembrano avere la funzione di produrre celomociti) e alcune vescicole, dette vescicole del Poli, che hanno la capacità di contrarsi e regolare il passaggio dell'acqua nel sistema acquifero.
In tutto si contano nove corpi di Tiedeman, poiché l'interrandio dal quale inizia il canale petroso non porta in questa struttura.
Ai lati dei canali radiali ci sono dei diverticoli (ampolle) che, per mezzo di pedicelli contrattili, sporgono verso l'esterno dell'animale svolgendo diverse funzioni a seconda delle specie in cui sono presenti.
Negli Oloturoidei, che comprendono i ben noti cetrioli di mare, il movimento dipende poco dal sistema acquifero. 
Questi animali sono estremamente sedentari: alcuni di essi utilizzano i pedicelli semplicemente per aderire al substrato. In tali specie, come nei primitivi Crinoidei, il canale petroso non sbocca all'esterno, bensì nel celoma periviscerale.